# Smrk na Suchém Kameni
Smrk na Suchém Kameni je památný strom u vsi Suchý Kámen, jihozápadně od Nýrska. Smrk ztepilý (Picea abies) roste na křižovatce lesních cest. Obvod jeho kmene měří 412 cm a koruna stromu dosahuje do výšky 25 m (měření 2003). Smrk je chráněn od roku 1995 pro svůj vzrůst.

## Stromy v okolí
- Hraniční buk
- Buk na Suchém Kameni
- Buk nad fořtovnou
- Buk pod penzionem